# Reginald Drax

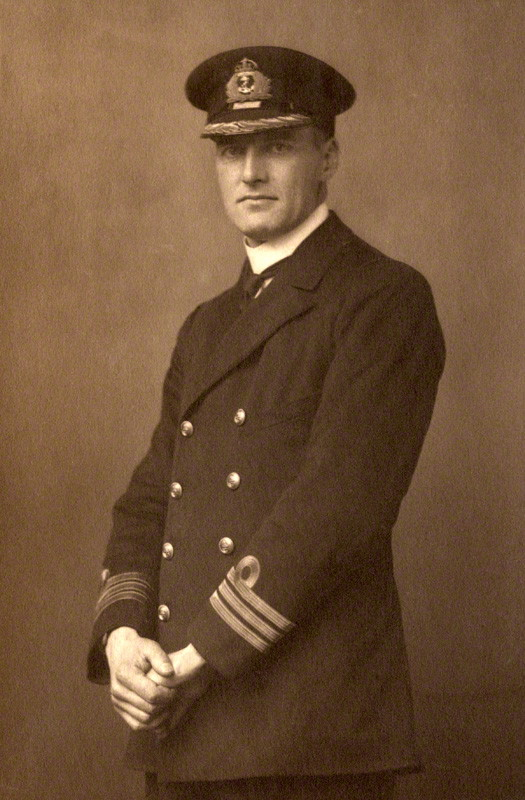
Commander Reginald Plunkett (vor 1916)

Hon. Sir Reginald Aylmer Ranfurly Plunkett-Ernle-Erle-Drax KCB, DSO,  (geborener Plunkett, * 28. August 1880 in St. Marylebone, London; † 16. Oktober 1967 in Poole, Dorset) war ein britischer Admiral.

## Leben
Reginald Drax war der zweite von drei Söhnen des John Plunkett, 17. Baron Dunsany, aus dessen Ehe mit Ernle Burton. Sein älterer Bruder war der Schriftsteller Edward Plunkett, 18. Baron Dunsany (1878–1957). 
Er begann 1896 eine Offizierslaufbahn bei der Royal Navy. 1901 wurde er zum Lieutenant und 1912 zum Commander befördert. Er diente im Ersten Weltkrieg auf den europäischen Seekriegsschauplätzen und wurde 1916 zum Captain befördert.
Nach dem Tod seiner Mutter erbte er umfangreiche Ländereien, darunter Charborough House in Dorset, Ellerton Priory in North Yorkshire und die Plantage Drax Hall auf Barbados. Er änderte daraufhin am 4. Oktober 1916 seinen Familiennamen mit königlicher Lizenz von „Plunkett“ zu „Plunkett-Ernle-Erle-Drax“.
Von 1923 bis 1924 leitete er als Präsident die Interalliierte Marine-Kontroll-Kommission in der Weimarer Republik. Von 1924 bis 1932 war er Mitglied des County Council von Dorset. 1928 wurde er zum Rear-Admiral, 1932 zum Vice-Admiral und 1936 zum Admiral befördert. 1928 wurde er als Companion des Order of the Bath ausgezeichnet und 1934 zum Knight Commander des Order of the Bath geschlagen.
Im Vorfeld des deutsch-sowjetischen Nichtangriffspaktes (1939) weilten er und der französische General Aimé Doumenc als die Verhandlungsführer einer gemeinsamen britischen und französischen Delegationen im Sommer 1939 in der Sowjetunion. 1943 bis 1945 war er Konvoikommodore.
Er war verheiratet und hatte vier Töchter und einen Sohn. Der Politiker Richard Plunkett-Ernle-Erle-Drax (* 1958) ist sein Enkel.